# Linaria pedicellata
Linaria pedicellata är en grobladsväxtart som beskrevs av Kuprian.. Linaria pedicellata ingår i släktet sporrar, och familjen grobladsväxter. Inga underarter finns listade i Catalogue of Life.